# Janusz Kowalski (lekkoatleta)
Janusz Bogdan Kowalski (ur. 15 maja 1929, zm. 24 kwietnia 2011 w Warszawie) – polski lekkoatleta, wieloboista.

## Życiorys
W 1953 ukończył Akademię Wychowania Fizycznego w Warszawie.
Był mistrzem Polski w pięcioboju w 1955 oraz wicemistrzem w dziesięcioboju w 1954.

## Rekordy życiowe
Źródło:
| Konkurencja    | Data i miejsce            | Wynik    |
| -------------- | ------------------------- | -------- |
| rzut oszczepem | 9 maja 1953, Warszawa     | 59,81    |
| dziesięciobój  | 23 września 1955, Wrocław | 5216 pkt |